# Мить ока
Мить ока (англ. Blink of an Eye) — американський пригодницький фільм 1992 року.

## Сюжет
Вашингтон. Норін Бейкер, дружина директора ЦРУ, прокидається від страшного кошмару: її дочку Кеті викрадають терористи. Бажаючи заспокоїти перелякану дружину, Алан Бейкер посилає декількох агентів ЦРУ на турецький кордон, де Кеті працює медсестрою в таборі курдських біженців, з наказом охороняти її. Норін також звертається за допомогою і до свого давнього друга полковника Таунсенда, який очолює спеціальний центр ЦРУ, що займається парапсихологічною зброєю. Це секретний підрозділ широко застосовує спадщину індіанських шаманів, індуїстських воїнів-жерців, лицарів-тамплієрів та всіх, хто коли-небудь використовував психічну силу, масовий гіпноз, йогу, ясновидіння і телекінез. Щоб врятувати Кеті від небезпеки, полковник Таунсенд посилає їй на виручку суперагента-екстрасенса Сема Браунінга.

## У ролях
- Майкл Паре — Сем Браунінг
- Дженіс Лі — Кетрін Бейкер
- Урі Гавріел — Ізмір
- Амос Лаві — Мозаффар
- Сессон Габаі — Халіл
- Елкі Джейкобс — Норін Бейкер
- Джек Вайдекер — Алан Бейкер
- Річард Петерсон — gолковник Таунсенд
- Артур Лівінгстоун — Девід Фелін
- Джек Едаліст — агент Тілсон
- Рік Роман Во — агент Брайант
- Роберт Шенк — агент Ладен
- Ірен Хендлер — Меггі
- Ерез Атар — Алі
- Мікі Бен-Хараш — помічник Халіла
- Еві Кейдар — капітан у в'язниці
- Боаз Офрі — брат Мозаффара
- Шол Мізрахі — Абдеслам
- Ерік Сторч — Ерік
- Дор Звейгенбойм — таксист
- Томер Івен — хлопчик з іграшковою гвинтівкою
- Клод Авірам — Капітан в наметі
- Габі Шошан — терорист